# Thomas Grubb McCullough
Thomas Grubb McCullough (* 20. April 1785 in Greencastle, Franklin County, Pennsylvania; † 10. September 1848 in Chambersburg, Pennsylvania) war ein US-amerikanischer Politiker. In den Jahren 1820 und 1821 vertrat er den Bundesstaat Pennsylvania im US-Repräsentantenhaus.

## Werdegang
Thomas McCullough besuchte öffentliche Schulen in seiner Heimat. Nach einem anschließenden Jurastudium und seiner 1806 erfolgten Zulassung als Rechtsanwalt begann er in diesem Beruf zu arbeiten. Er nahm auch als Soldat am Britisch-Amerikanischen Krieg von 1812 teil. Politisch wurde er Mitglied der Föderalistischen Partei. Nach dem Rücktritt des Abgeordneten David Fullerton wurde McCullough bei der fälligen Nachwahl als dessen Nachfolger in das US-Repräsentantenhaus in Washington, D.C. gewählt, wo er am 17. Oktober 1820 sein neues Mandat antrat. Bis zum 3. März 1821 konnte er die angebrochene Legislaturperiode im Kongress beenden.
Zwischen 1831 und 1835 saß er als Abgeordneter im Repräsentantenhaus von Pennsylvania. Thomas McCullough war der erste Präsident der Eisenbahngesellschaft Cumberland Valley Railroad. Außerdem gab er eine Zeitung heraus. Zum Zeitpunkt seines Todes am 10. September 1848 war er Präsident der Bank of Chambersburg.